# Ried bei Jettingen
Ried bei Jettingen (amtlich Ried b.Jettingen) ist eine Gemarkung im Landkreis Günzburg.
Die Gemarkung hat eine Fläche von 388,4 Hektar und liegt vollständig auf dem Gemeindegebiet des Marktes Jettingen-Scheppach. Auf der Gemarkung liegt der Gemeindeteil Ried. Die angrenzenden Gemarkungen sind Jettingen, Freihalden und Oberwaldbach.